# 長寿インターチェンジ
長寿インターチェンジ（チャンスインターチェンジ）は、大韓民国仁川広域市南洞区にある首都圏第一循環高速道路のインターチェンジである。
板橋方面への進出と一山方向への進入のみ可能である。ムネミ路に沿って直進すると西昌ジャンクション（嶺東高速道路、第二京仁高速道路）に行くことができる。高速道路の本線上に交通信号機が設置されている。

## 歴史
- 1998年7月24日 - 開設。

## 周辺
- 仁川大公園（朝鮮語版）

## 隣
首都圏第一循環高速道路
(25) 松内IC - (26) 長寿IC - (27) 始興IC